# Dynjandi (Austurland)
Dynjandi är ett vattenfall i republiken Island.   Det ligger i regionen Austurland, i den östra delen av landet, 300 km öster om huvudstaden Reykjavík. Dynjandi ligger 681 meter över havet.
Terrängen runt Dynjandi är kuperad söderut, men norrut är den platt.  Trakten runt Dynjandi är nära nog obefolkad, med mindre än två invånare per kvadratkilometer. Det finns inga samhällen i närheten. Trakten runt Dynjandi består i huvudsak av gräsmarker.